# Comté de Real
Le comté de Real, en anglais : Real County, est un comté situé au sud de la partie centrale de l'État du Texas aux États-Unis. Fondé le 3 avril 1913, son siège de comté est la ville de Leakey. Selon le recensement des États-Unis de 2020, sa population est de 2 758 habitants.
Le comté a une superficie de 1 813,2 km2, dont 1 810,9 km2 en surfaces terrestres. Il est nommé en référence à Julius Real, sénateur du Texas.

## Organisation du comté
Le comté de Real est créé le 3 avril 1913, à partir des terres des comtés de Bandera, Edwards et Kerr. Il est définitivement organisé et autonome, le 29 avril 1913.
Il est baptisé en l'honneur de Julius Real, sénateur du Texas, à partir de 1908,.

## Géographie
Le comté de Real est situé au sud de la partie centrale de l'État du Texas, aux États-Unis,.
Il a une superficie totale de 1 813,2 km2, composée de 1 810,9 km2 de terres et de 2,3 km2 de zones aquatiques.

## Comtés adjacents
|                 |                | Comté de Kerr    |
| Comté d'Edwards | comté de Real  | Comté de Bandera |
|                 | Comté d'Uvalde |                  |

## Démographie

Pyramide des âges du comté de Real (2000).

Lors du recensement de 2010, le comté comptait une population de 3 309 habitants. En 2017, la population est estimée à 3 429 habitants,.

## Galerie

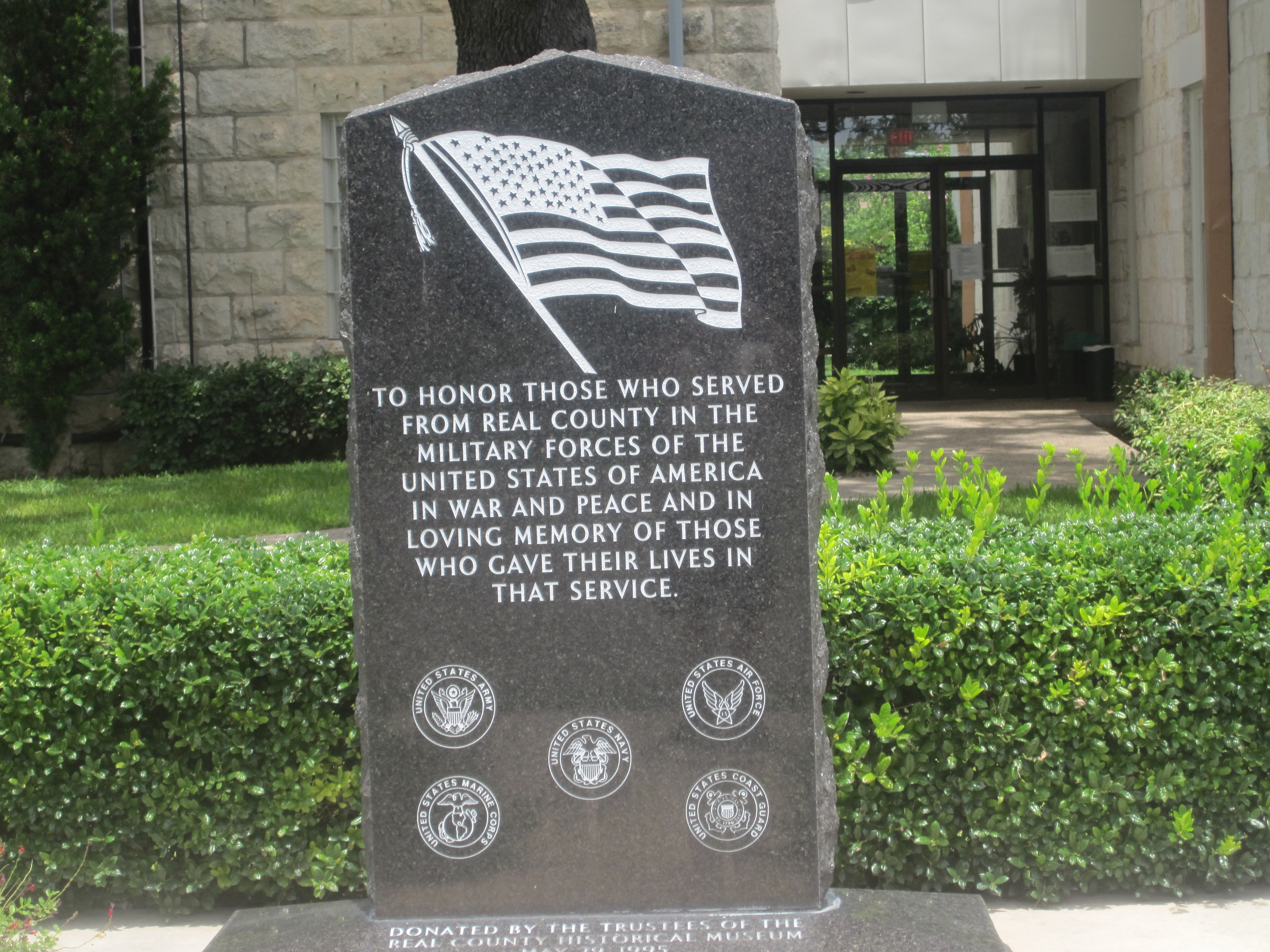
Le mémorial des vétérans au palais de justice de Leaky.
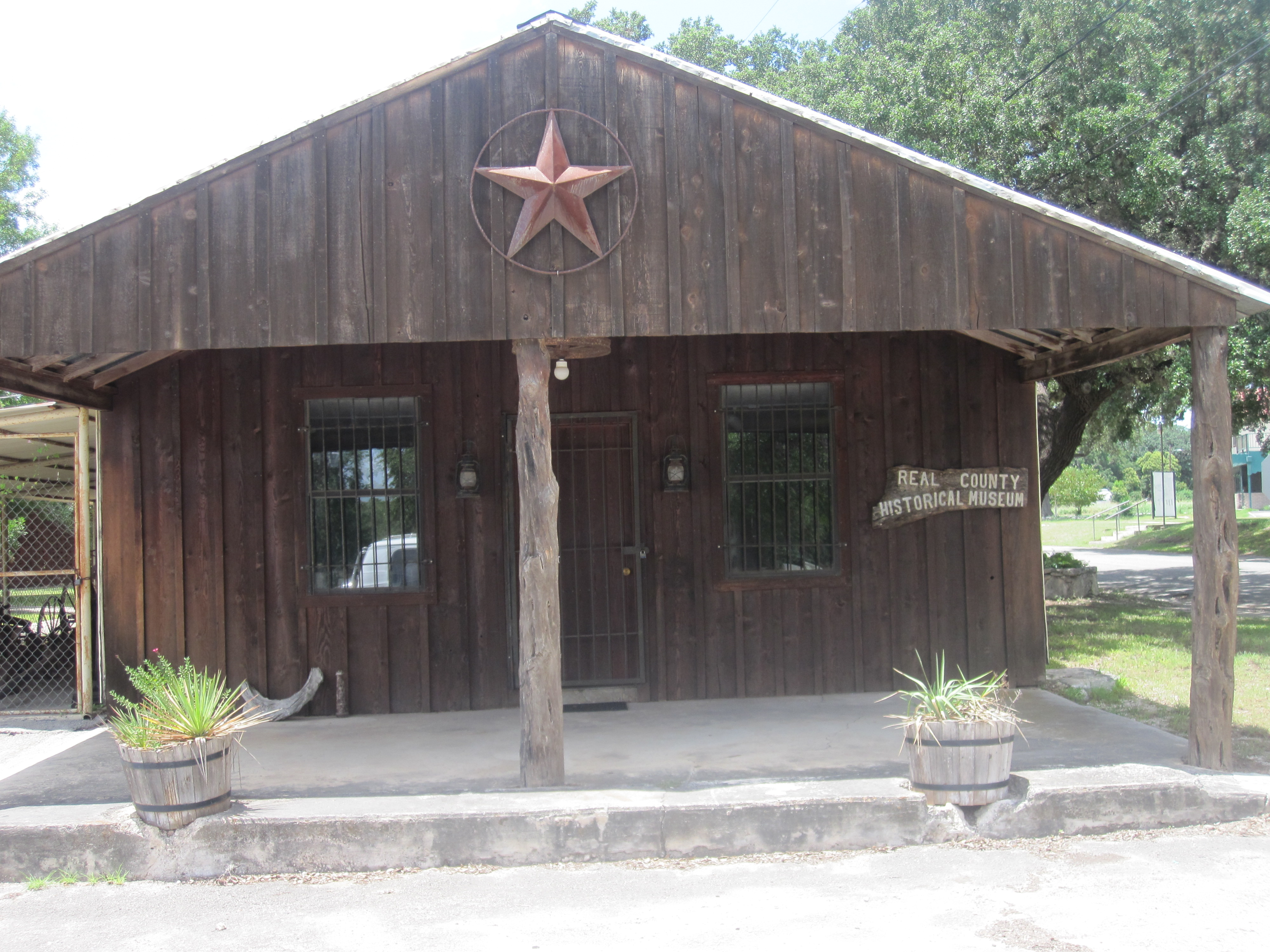
Le musée historique du comté de Real à Leaky.